# Ivan Jaramazović
Ivan - Ico Jaramazović (Subotica, 18. travnja 1932. – Pula, 3. travnja 2001.), hrvatski boksački trener.
Rođen u siromašnoj obitelji Hrvata, Antuna i Marije r. Bačić, kao jedno od četvero djece. Mati mu je rano umrla, a otac željezničar ostao je invalidom nakon nesreće na radnom mjestu. Ivan je izučio za strojobravara. Bavio se s više športova. Na kraju se opredijelio za boks. S 16 godina napušta rodni grad. Okušao se kao boksač u Senti i Osijeku, no bez istaknutih rezultata. Dragovoljno se pridružio JRM 1952. gdje je određen za boksačkog trenera u pulskom garnizonu. Od tad mu karijera ide uzlaznim putem. Radio je s već dokazanim boksačima koji su u Puli služili vojsku. Garnizonska se momčad udružila s boksačkim klubom Pula i pod imenom Jadran natjecala se u Hrvatsko-slovenskoj ligi koju su osvojili već 1953. godine i temeljem toga izborili nastup u prvoj saveznoj ligi, od čega su odustali odlukom vojnih vlasti.
Sezone 1953./54. je završio školu za boksačkog trenera u Zagrebu kod bivšeg državnog reprezentativca, prof. Zlatka Hrbića. Iz vojske je izašao sljedeće godine. Poslije je radio u brodogradilištu Uljanik, a kao trener u BK Pula, BK Metalac iz Zagreba,  
Vodio je državnog reprezentativca Vladu Vranješevića, bio u stručnom stožeru reprezentacije za OI u Rimu. Uslijedilo je teško financijsko razdoblje zbog čega je 15 godina izbivao iz boksa, radeći u brodogradilištu kao strojobravar.
Boksu se vratio 1981. i opet je vodio BK Pulu. Već sljedeće sezone postali su prvaci 2. lige – Zapad, a nagodinu, sezone 1982./83. državni prvaci, što je bio najveći uspjeh hrvatskog boksa u ekipnoj konkurenciji za cijelo vrijeme Titove Jugoslavije. Pored klupskog uspjeha, njegovi su boksači pobijedili na državnom prvenstvu u pojedinačnoj konkurenciji 1982. i 1983. godine. Bili su to Pero Tadić, Srboljub Stanković i Zvonko Miličević, drugo mjesto osvojio je Damir Škaro, a treće Naser Rašidi i Dorijan Čalić. Zbog tih je rezultata proglašen najboljim boksačkim trenerom Hrvatske i Jugoslavije. Iz nepoznatih razloga samo četiri dana nakon osvajanja naslova državnog prvaka u ekipnoj konkurenciji smijenjen je s mjesta trenera. Napustio je boks i prešao u rad u privredi. Pomagao je Društvu osoba s tjelesnim invaliditetom. 
Dobio je više nagrada i priznanja.